# 波波·紐森
路易斯·諾爾曼·「波波」·紐森（英語：Louis Norman "Bobo" Newsom，1907年8月11日—1962年12月7日），綽號「巴克」，為前美國職棒大聯盟的投手，生涯曾效力於羅賓/道奇、小熊、布朗(今金鶯)、參議員(今雙城)、紅襪、老虎、運動家、洋基與巨人等隊。紐森生涯累積600場出賽，一共主投3759.1局。

## 職業生涯
紐森在1929年就登上大聯盟，但他在1932年以前都沒有太多出賽次數。1934年和1935年，紐森開始獲得大量出賽機會，不過他連兩年都是聯盟敗投王。
1937年12月3日，紅襪將紐森、Red Kress和Buster Mills交易到布朗，換來Joe Vosmik。
1940年，紐森拿下21勝5敗，在MVP票選上拿下第四名，並順利入選明星賽。1940年世界大賽，紐森在首戰和第五場先發都獲得勝利。不過他卻在關鍵的第七場吞敗，無緣拿下世界大賽冠軍，獻給在世界大賽第三場去世的父親。
1941年，紐森吞下40敗，成為聯盟敗投王，這也導致他被老虎的老闆減薪。接下來幾年，紐森的表現都很普通。1945年，他又以20敗成為聯盟敗投王。
1947年球季中，他被交易到洋基。1947年世界大賽第三場，紐森擔任先發，但他卻僅投1.2局便狂失5分，儘管洋基打線努力追分，仍以8比9吞敗。不過最終洋基還是以4勝3敗拿下世界大賽冠軍，紐森也迎來個人首冠。
紐森在1953年退休，他也是1920年代出賽的大聯盟選手中，最後一位退休的人。他生涯共拿下211勝222敗，勝投數至今仍名列大聯盟前100名。他和Jack Powell是大聯盟唯二位生涯累積超過200勝，但生涯勝率仍不到5成的投手。
Al Benton是大聯盟唯一一位曾對決過貝比·魯斯和米奇·曼托的投手，紐森差點成為第二位。曼托登上大聯盟那年，紐森正在小聯盟。1953年，紐森對決洋基時，曼托正好在傷兵名單。所以兩人從未對決過。
1962年，紐森因為肝硬化去世，享年55歲。

## 生涯投球成績
| 勝投 | 敗投 | 防禦率 | 出賽場次 | 先發 | 完投 | 完封 | 投球局數 | 安打 | 失分 | 自責分 | 全壘打 | 保送 | 三振 | 暴投 | 觸身球 |
| ---- | ---- | ------ | -------- | ---- | ---- | ---- | -------- | ---- | ---- | ------ | ------ | ---- | ---- | ---- | ------ |
| 211  | 222  | 3.98   | 600      | 483  | 246  | 31   | 3759.1   | 3769 | 1908 | 1664   | 206    | 1732 | 2082 | 60   | 61     |

## 紀念
1949年，美國詩人Ogden Nash在他的詩Line-Up for Yesterday裡提到了紐森。而紐森也是Line-Up for Yesterday詩集裡提到的球員中，唯一一位未入選名人堂的選手。

## 外部連結
- 球員資訊和成績在MLB ，ESPN，Retrosheet ，Baseball Reference ，Baseball Reference (Minors) ，Fangraphs，The Baseball Cube （英文）
- 波波·紐森在台灣棒球維基館上的頁面（繁體中文）